# Dánpataka
Dánpataka (románul: Vălenii Lăpușului) falu Romániában, Erdélyben, Máramaros megyében.

## Nevének eredete
Magyar nevét Dan nevű kenézéről kapta. Először 1331-ben említették, Dannpataka alakban. A román Văleni név jelentése 'völgybeliek', amelyet később a Lápos-vidékre utaló megkülönböztető utótaggal láttak el.

## Fekvése
Magyarlápostól 11 kilométerre délnyugatra található.

## Népessége

### A népességszám változása
A faluban élő románok száma az 1910-es népszámlálás óta csökken, az 1992-t követő növekedés a faluban élő cigányoknak köszönhető.

### Etnikai és vallási megoszlás
- 1910-ben 864 lakosából 823 volt román, 19 német jiddis, hat magyar és 16 egyéb (cigány) anyanyelvű; 805 ortodox, 35 görögkatolikus és 19 zsidó vallású.
- 2002-ben 866 lakosából 533 volt román és 333 cigány nemzetiségű; 789 ortodox és 74 pünkösdi hitű.

## Története
Bánfi Tamás alapította 1325 és 1331 között Magyarlápos határán, román lakossággal. Belső-Szolnok vármegyei román jobbágyfalu volt. 1500-ban a Bánffy család tagjai birtokukat eladták Csicsó vára urának, III. István moldvai fejedelemnek és fiának, III. (Vak) Bogdánnak. A 17. században főként a Torma család birtokában volt. Mivel hadiút mentén feküdt, lakói háborúk idején sokat szenvedtek. A tatárok 1717-ben elpusztították, lakosságát elhurcolták. 1750-ben 36 jobbágy, öt telkes zsellér és négy kóborló családfőt írtak össze. Húsz telek pusztán állt, lakóik elszöktek. 1876-ban Szolnok-Doboka vármegyéhez csatolták. 1991. augusztus 13-án cigányellenes pogromra került sor benne, melynek során tizenkilenc házat felgyújtottak.

## Látnivalók
- Ortodox (volt görögkatolikus) temploma 1810–17-ben épült.